# Муриаш
Муриаш (порт. Múrias)  —  район (фрегезия) в Португалии,  входит в округ Браганса. Является составной частью муниципалитета  Мирандела. По старому административному делению входил в провинцию Траз-уж-Монтиш и Алту-Дору. Входит в экономико-статистический  субрегион Алту-Траз-уш-Монтеш, который входит в Северный регион. Население составляет 353 человека на 2001 год. Занимает площадь 22,43 км².